# Dolicheremaeus cicatricosus
Dolicheremaeus cicatricosus är en kvalsterart som beskrevs av Sandór Mahunka 1991. Dolicheremaeus cicatricosus ingår i släktet Dolicheremaeus och familjen Tetracondylidae. Inga underarter finns listade i Catalogue of Life.